# Ягафарова, Айсылу Шайхутдиновна
Айсылу Шайхутдиновна Ягафарова (род. 3 сентября 1948) — башкирская детская писательница и драматург. Заслуженный работник народного образования Республики Башкортостан, заслуженный работник культуры Республики Башкортостан. Член Союза писателей СССР с 1989 г. Лауреат региональных литературных премий. Кавалер ордена Трудового Красного Знамени. Автор книг «Ожерелье» (1973); «Колючее платье» (1980,1985); «Сорока-почтальон» (1983); «Золотой гребешок» (1986), «Курай» (1989); «В царстве урагана» (1993), «Снохи» (1993, 1995), «Синевласка» (1996), «Песнь соловья» (2001); «Тирмэкэй» (2005).

## Биография
Ягафарова Айсылу Шайхутдиновна родилась 3 сентября 1948 года в д. Ахметово Абзелиловского района БАССР. В 1974 г. окончила Башкирский государственный университет. В 1967—2004 гг. работала в Краснобашкирском детском саду Абзелиловского района, с 1976 г. в должности заведующей.

## Литературная деятельность
В литературу пришла в 1970-е годы. Дебютировала как поэт, в дальнейшем писала и прозу, и пьесы. Пробовала себя в переводе с русского на башкирский. Получила известность как популярная детская писательница.
Первый сборник стихов для детей «Муйынса» («Ожерелье») вышел в 1973 г. В романе «Килендәр» («Снохи», 1993—1995) показана непростая жизнь тружениц тыла в башкирской деревне во время Великой Отечественной войны. Произведения для детей, включены в книгу рассказов «Сәнскеле күлдәк» (1973; в русском переводе — «Колючее платье», 1985), в книгу сказок «Алтын тараҡ» («Золотой гребешок», 1986), «Ҡойон батшалығында» («В царстве вихря», 1993), стихов «Һайыҫҡан-почтальон» («Сорока-почтальон»). Сказки и рассказы А. Ш. Ягафаровой отличаются оригинальностью, образностью, искренностью.
Драма «Ҡыпсаҡ ҡыҙы» («Дочь степей»; 2001) была поставлена в Башкирском Академическом Театре Драмы им. Мажита Гафури, пьесы для детей шли в различных театрах РБ.
А. Ш. Ягафарова перевела на башкирский язык сказки А. С. Пушкина, стихи А. Барто, С. Я. Маршака, К. И. Чуковского, литературные произведения народов мира.
Является соавтором хрестоматии для детских садов «Йәйғор» («Радуга», 1992—1995, второе издание — 2000—2006).

## Почетные звания, награды и премии
В 1992 г. писательница была удостоена звания заслуженного работника народного образования РБ, в 1993 г. — заслуженного работника культуры РБ.
В 1996 г. стала лауреатом региональной литературной премии им. К. Ахмедьянова, в 2008 г. — премии им. Р. Хисаметдиновой.
Награждена орденом Трудового Красного Знамени (1986).